# Pfarrzentrum St. Barbara (Schwaz)

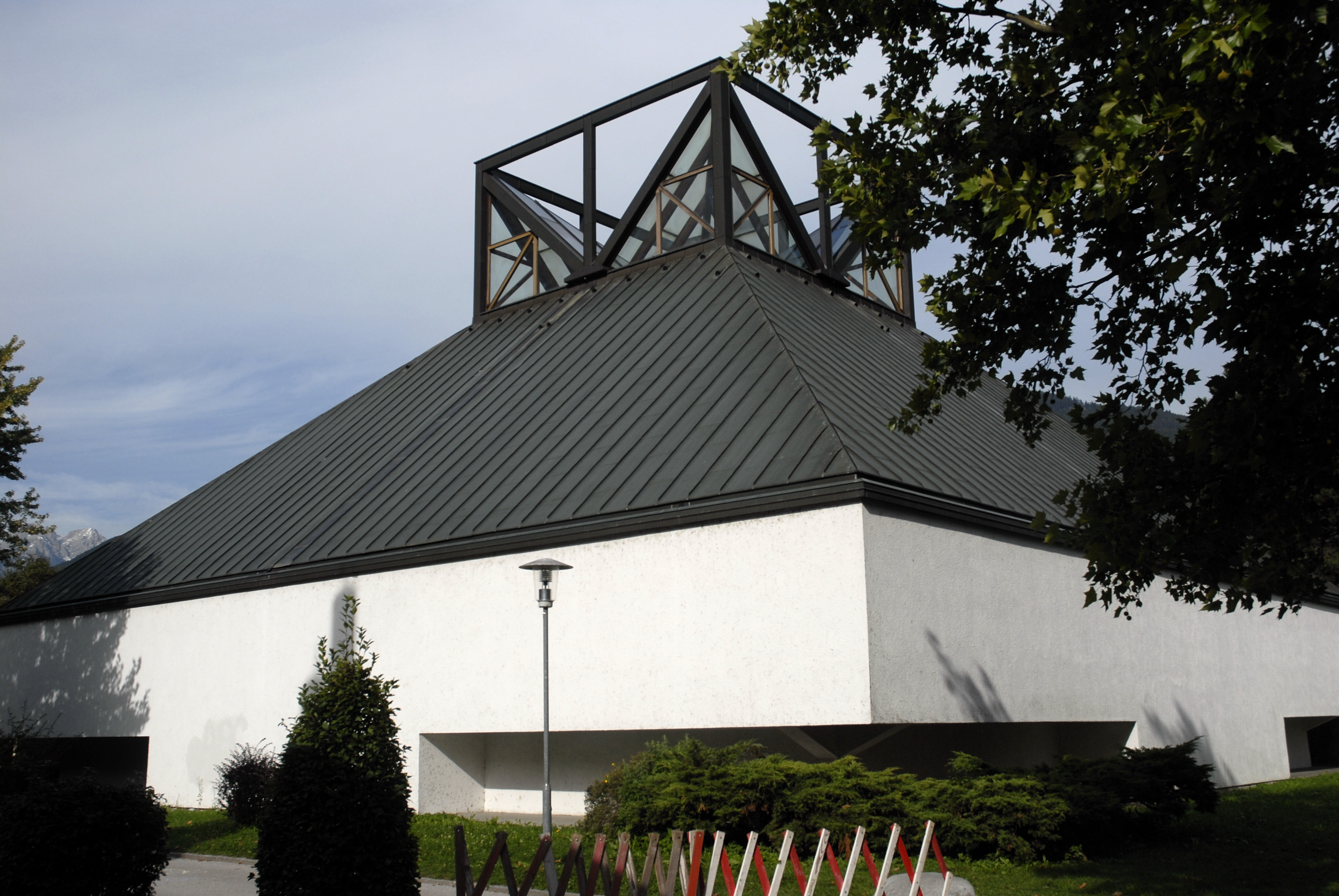
Katholische Pfarrkirche St. Barbara in Schwaz

Das römisch-katholische Pfarrzentrum Schwaz-St. Barbara steht in der Stadtgemeinde Schwaz im Bezirk Schwaz im Bundesland Tirol. Die dem Patrozinium der hl. Barbara von Nikomedien unterstellte Pfarrkirche gehört zum Dekanat Schwaz in der Diözese Innsbruck. Das Pfarrzentrum steht unter Denkmalschutz (Listeneintrag).

## Geschichte
Das Pfarrzentrum St. Barbara wurde von 1984 bis 1985 nach Plänen des Architekten Peter Margreiter erbaut.

## Architektur
Der Gebäudekomplex mit Kirche, Kanzlei, Bibliothek, Gemeinschaftsräumen und Wohneinheiten ist um einen als Atrium gestalteten Vorplatz mit einem gedeckten Gang gruppiert. Die Kirche über einem quadratischen Grundriss weist ein steil aufragendes Dach in Form eines Pyramidenstumpfes auf, das von einem großen hohen Fensteraufbau abgeschlossen wird. Die Fassaden springen in den Ecken des Gebäudes knapp über dem Boden ein.
Der hohe Innenraum mit einer holzverschalten Decke hat eine indirekte Lichtführung. Der durch eine Stufe erhöhte Altarbereich im östlichen Raumteil wird auf drei Seiten von Bankreihen umgeben.